# Borås Ishall
Borås Ishall – szwedzka hala widowiskowo-sportowa w Borås i otwarta w 1972. Mecze na nim rozgrywa miejscowy klub Borås HC. Hala może pomieścić 3700 widzów.